# Adolf Jarisch
Adolf Jarisch (15. února 1850 Vídeň – 21. března 1902 Štýrský Hradec) byl rakouský dermatolog. Napsal ve své době proslulou učebnici chorob kůže.

## Život
Po maturitě v roce 1867 studoval medicínu na vídeňské univerzitě. Již za studií publikoval studii o anorganických složkách krve („Untersuchungen über die anorganischen Bestandtheile des Blutes“, 1872). V roce 1873 byl promován doktorem medicíny a nastoupil na dermatologickou kliniku vídeňské všeobecné nemocnice. Zde byl v letech 1875–1880 asistentem profesora Ferdinanda von Hebry. V roce 1880 se habilitoval docentem. Do roku 1887 byl členem představenstva Všeobecné nemocnice ve Vídni, poté se stal přednostou dermatologické kliniky univerzity v Innsbrucku (1888–1891). V roce 1892 se stal nástupcem přednosty dermatologické kliniky v Grazu, MUDr. Eduarda Lippa (1892–1901). V roce 1895 popsal reakci některých pacientů nakažených spirochetami na podávání spirocheticidních léků; bylo to sedm let před publikací Karlem Herxheimerem (1861–1942). V roce 1901 byl jmenován profesorem na univerzitě ve Štýrském Hradci. Dne 21. března 1902 zemřel ve Štýrském Hradci na tyfus.
Byl ženatý, jeho manželkou byla Fanny rozená Gruberová. Jejich syn, vládní rada Adolf Jarisch (1891–1965) byl významným farmakologem. Je po něm pojmenován Bezoldův-Jarischův reflex, typicky pozorovatelný při infarktu myokardu.
Jméno Adolfa Jarische spolu se jménem německého dermatologa Karla Herxheimera nese Jarischova-Herxheimerova reakce (zhoršení projevů infekční choroby po zahájení její specifické léčby v důsledku masivního rozpadu bakterií). Pojmenován je po něm také roztok, který připravil ke zklidnění dermatitidy a ekzémů a který se používá i ke zklidnění trudovitosti – Jarischův roztok.

## Dílo (výběr)
Adolf Jarisch je autorem více než 25 vědeckých článků a monografie považované na počátku 20. století za nejdůležitější německy psanou monografii v oboru.

### Monografie
- Die Hautkrankheiten. [Kožní choroby.] Wien: Hölder, 1900. viii, 1055 s. Specielle Pathologie und Therapie, Band 24, Theil 1.

### Příspěvky v odborných periodikách, chronologicky
- Untersuchungen über die anorganischen Bestandtheile des Blutes. Annalen der Chemie und Pharmacie. 1872, Band 163, Nr. 2, s. 236–247. ISSN 0075-4617. https://doi.org/10.1002/jlac.18721630207
- Ueber den Rückenmarksbefund in 7 Fällen von Syphilis. Vierteljahresschrift für Dermatologie und Syphilis. December 1881, Bd. 8, s. 621–647. ISSN 1015-2075. https://doi.org/10.1007/BF01833556
- Lupus vulgaris – Tod 36 Stunden nach Injektion von 2 Milligramm Kochscher Lymphe, 1890[4]
- Demonstration eines Falles von Colloidoma ulcerosum, 1896[4]
- Demonstration eines Falles von Summer Eruption, 1896[4]
- Demonstration von Psorospermien der Darierschen Dermatose, 1896[4] [Demonstrace Psorospermia v souvislosti s Darierovou chorobou]
- Vorstellung eines Falles von Hydrocystoma, 1896[4] [Prezentace případu hydrocystomu]
- Die Pars membranacea septi ventriculorum des Herzens, 1911[4]